# 四崁仔
四崁仔為臺灣臺北市大同區的一處地名，位於迪化街二段一帶。該處在清朝時是大稻埕牛磨車街的一個聚落，該處蓋有四間一層樓的店舖，店鋪設有亭仔腳，這四間店鋪成為四崁仔地名的由來:66。1984年，四間店鋪拆除改建，但地名留存下來。:66

## 概述
與在地的草埔仔擁有著共同的傳統米食文化。